# Levisto Z
Levisto Z (né le 28 avril 1997) est un étalon gris du stud-book Holsteiner, devenu un reproducteur important après sa carrière internationale en saut d'obstacles.

## Histoire
Il naît le 28 avril 1997 à l'élevage de Klaus-Peter Wirpert, à Neuratjensdorf en Allemagne. Il passe avec succès son test des 30 jours à l'âge de 3 ans. Au début de l'année 2004, il est acquis par Alfonso Romo qui le confie au cavalier suédois Rolf-Göran Bengtsson. Léon Melchior, le propriétaire du haras Zangersheide, insiste pour acquérir ce cheval, qu'il confie en 2005 à sa fille Judy-Ann Melchior. Avec cette dernière, Levisto Z sort en compétition jusqu'à l'âge de 16 ans, avec de beaux résultats. 
Blessé en 2011, il est disponible à la reproduction durant cette même année. Il est officiellement mis à la retraite le 21 septembre 2013, durant le championnat du monde des jeunes chevaux à Lanaken.

## Description
Levisto Z est un étalon de robe grise, inscrit au stud-book du Holsteiner. Il toise 1,67 m. Il est connu pour son modèle très élégant et son allure rappelant celle d'un grand poney, avec un toupet et une crinière abondants. Il est d'ailleurs surnommé le « poney magique », « Levi », ou encore « Chouchou ». Il montre une grande agilité sur les barres et beaucoup de sang. 

## Palmarès
- Septembre 2008 : sacré Zangersheide Sires of the World à Lanaken[1]
- Septembre 2009 : sacré Zangersheide Sires of the World à Lanaken[1]
- Février 2010 : 2e du CSI5-W de Vigo, à 1,50 m[1]

## Descendance
Levisto Z est élu deux fois Sires of the World. Il est approuvé à la reproduction dans le stud-book Holsteiner, son stud-book de naissance, ainsi qu'en KWPN, BWP et Selle Français. Son fils Lavitto Z a été vendu poulain pour la somme de 41 000 euros en 2008. 
Sa fille Luna van't Ruytershof Z a remporté le CSI5* de Mexico à 1,60 m.

### Clone
En mai 2009, un clone de cet étalon voit le jour, du nom de Levisto Alpha Z. Ce clone a terminé avec succès le championnat belge des chevaux de 4 ans.